# Domenico Filipponi
Domenico Filipponi (... – 2 gennaio 1975) è stato un calciatore italiano, di ruolo difensore.

## Carriera
Nella stagione 1927-1928 gioca in Prima Divisione (la seconda serie dell'epoca) con la maglia del Parma, giocando 17 delle 18 partite di campionato disputate dal club emiliano. L'anno seguente gioca invece 21 partite, sempre in Prima Divisione. Successivamente gioca una stagione nel Pavia.

## Palmarès

### Club

#### Competizioni nazionali
- Prima Divisione: 1

Parma: 1928-1929